# Horní Újezd (kraj Wysoczyna)
Horní Újezd – gmina w Czechach, w powiecie Třebíč, w kraju Wysoczyna. 1 stycznia 2014 liczyła 260 mieszkańców.